# 343年
| 千纪： | 1千纪                                                                                           |
| 世纪： | 3世纪 \| 4世纪 \| 5世纪                                                                         |
| 年代： | 310年代 \| 320年代 \| 330年代 \| 340年代 \| 350年代 \| 360年代 \| 370年代                       |
| 年份： | 338年 \| 339年 \| 340年 \| 341年 \| 342年 \| 343年 \| 344年 \| 345年 \| 346年 \| 347年 \| 348年 |
| 纪年： | 癸卯年（兔年）；成汉汉兴六年；东晋建元元年；前凉建兴三十一年；后赵建武九年；代国建国六年        |

## 大事记
- 高句驪重修由於毌丘儉東征而被摧毀的舊丸都城，並于同年秋天又一次移居丸都城。
- 東晉安西將軍庾翼圖謀北伐，聯結前燕和前涼分別進攻後趙和成漢，但未能成功。

## 出生
- 司马聃，东晋第五位皇帝（361年去世，18岁）
- 谢玄，东晋将军（388年去世，45岁）

## 逝世
- 李寿，成漢第四位皇帝（300年出生，43歲）
- 葛洪，晉朝時代著名的道教人士。（283年出生）